# Forró Caju
O Forró Caju é um festival de forró que acontece em Aracaju.

## Descrição
Um dos maiores eventos juninos do nordeste do Brasil, com cerca de 140 atrações locais e nacionais reunidas durante 14 noites na praça de eventos entre os mercados Albano Franco e Thales Ferraz. O evento é gratúito e faz parte do calendário junino brasileiro. Organizada pela Prefeitura de Aracaju, a festa atrai um público de 1 milhão de pessoas em cada edição.
A partir de 2001, o Forró Caju se consolidou como uma das maiores festas de Sergipe e do Brasil. A partir daí, a riqueza das tradições culturais de Aracaju foram apresentadas aos brasileiros e chegou-se ao formato atual de megaevento, com estrutura de ponta, praça de alimentação, camarotes, mini-hospital, programação extensa, diversificada e de alcance nacional.
Como uma programação alternativa que incluiu apresentações folclóricas, trios pé-de-serra, quadrilhas e até professores de dança para ensinar o autêntico forró aos turistas e demais interessados em aprender o ritmo mais popular do Nordeste.
Tal festa reúne todos os segmentos da população além de um grande número de turistas. Por dia, passam cerca de 150 mil pessoas na festa. Como tenta atender aos vários gostos e cuturas, mescla em suas atrações desde trios pé-de-serra e um forró raiz, como Dominguinhos, Elba Ramalho e Alceu Valença,  passando pela nova geração do que seja entendido como forró, caracterizado por um som mais eletrificado, mais conhecido conhecido como forró eletrônico, tendo como expoente de tal segmento: Wesley Safadão, Aviões do Forró, Calcinha Preta, Cavaleiros do Forró entre outros. Até grandes nomes de um estilo comumente confundido com o forró, como o brega pop da Banda Calypso. Porém, o forró é mesmo o ritmo que embala todos os foliões.
Aracaju disputa com Campina Grande o status de Capital do forró.
Já reuniu artistas distintos como Elba Ramalho, Wesley Safadão, Banda Calypso, Dominguinhos, Geraldo Azevedo, Fagner, Trio Nordestino e também Aviões do Forró, Saia Rodada e Cavaleiros do Forró.

## Programação 2025
A festa junina, que é uma das maiores e melhores do Nordeste, acontecerá entre os dias 23 e 29 de junho.
Confira a programação do Forró Caju 2025.